# Pudu septentrional
El pudu septentrional (Pudu mephistophiles) és una espècie d'artiodàctil de la família dels cèrvids. Aquest cérvol viu al nord dels Andes, a Colòmbia, l'Equador, el Perú i Xile. El pudu septentrional és petit, robust i sigil·lós. Té un cos petit i rodanxó, potes delicades i les seves banyes són simples pues. El pelatge del pudu septentrional és d'un color marró fosc, és espès i dens, proporcionant-li una bona protecció de l'hàbitat sever en què viu. Les orelles són petites i arrodonides i la cua és curta.